# Rendang
För andra betydelser, se Rendang (olika betydelser).

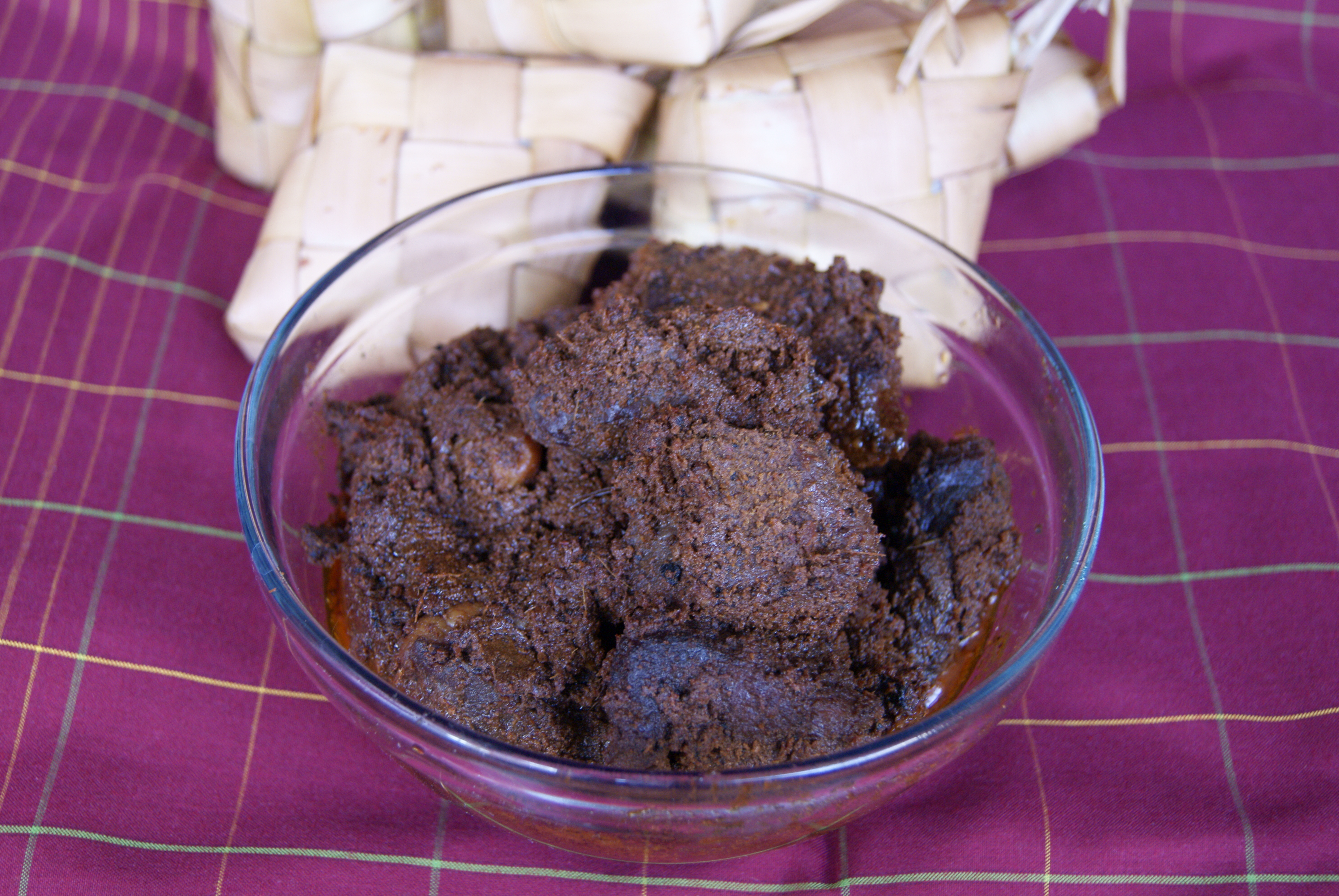

Rendang är en kryddig kötträtt som har sitt ursprung från Menangkabau-kulturen på Sumatra i Indonesien men som nu serveras över hela landet och även i Malaysia, Singapore, Brunei, södra Filippinerna och södra Thailand. Rendang serveras traditionellt vid festliga tillfällen och för att hedra gäster. 
Kulinariska experter brukar beskriva rendang som: "karamelliserad biffcurry från västra Sumatra" Även om rendang ibland beskrivs som en currygryta, och namnet ibland tillämpas på currykötträtter i Malaysia, är äkta rendang inte alls någon curry. Enligt en online-enkät 2011 med 35 000 personer genomförd av CNN International valdes Rendang som nummer ett på deras "lista över världens 50 mest utsökta maträtter".

## Ingredienser och tillagningsmetod
Rendang är rikt på kryddor; förutom kött ingår kokosmjölk och en kryddpasta av blandade malda kryddor, som omfattar ingefära, galangal, gurkmejalöv, citrongräs, vitlök, schalottenlök, chili och andra kryddor. Dessa kryddor kallas pemasak på Minangkabau-språket. Vitlök, schalottenlök, ingefära och galangal är kända för att ha starka antimikrobiella egenskaper och fungerar som naturliga organiska konserveringsmedel. Det är därför som korrekt tillagad torr rendang kan hålla sig så lång tid som fyra veckor.
Äkta Padang rendang tog vanligtvis fyra timmar att laga , varför tillagning av rendang är tidskrävande och kräver tålamod. Köttbitarna tillagas långsamt i kokosmjölk och kryddor i perfekt värme tills nästan all vätska är borta. Tillagningen går från kokning till stekning när vätskan avdunstar. Den långsamma tillagningen gör att köttet absorberar alla kryddorna och blir mört. Under processen bör köttet röras i den kryddiga kokosmjölken och vändas långsamt och försiktigt, utan att brännas vid eller förstöras, tills all vätska indunstat. Denna process kallas karamellisering i kulinarisk teknik, med rendang används inte socker, utan karamellisering av kokosmjölk istället. På grund av den flertaliga och generösa mängden av kryddor, är rendang känt för att ha en komplex och unik smak.
Rendang serveras med kokt ris, ketupat (komprimerad riskaka) eller lemang (klibbigt ris grillat i ett bamburör), tillsammans med vegetariska sidorätter av kassava blad, cubadak (ung jackfrukt gulai), vitkål gulai och lado (röd eller grön chilipepparsambal).